# 梅德格
梅德格是印度特伦甘纳邦梅德格县的一个城镇。总人口41916（2001年）。

## 人口
该地2001年总人口41916人，其中男性20842人，女性21074人；0—6岁人口5397人，其中男2740人，女2657人；识字率65.95%，其中男性为74.50%，女性为57.49%。